# Lassana N'Diaye
Lassana N'Diaye, né le 3 octobre 2000 à Bamako (Mali), est un footballeur malien qui évolue au poste d'attaquant à l'OFK Botev Vratsa.

## Biographie

### En équipe nationale
Avec les moins de 17 ans, il participe à la Coupe d'Afrique des nations des moins de 17 ans en 2017. Lors de cette compétition, il joue quatre matchs, inscrivant un doublé contre l'Angola en phase de groupe. Le Mali remporte le tournoi en battant le Ghana en finale.
Il dispute ensuite quelques mois plus tard avec cette équipe la Coupe du monde des moins de 17 ans organisée en Inde. Lors de ce mondial, il joue sept matchs, inscrivant six buts. Il marque trois buts lors de phase de groupe, inscrivant un but à chaque match (Paraguay, Turquie et Nouvelle-Zélande). Il inscrit ensuite un doublé en huitièmes de finale face à l'Irak.  Il marque enfin un dernier but lors de la demi-finale perdue face à l'Espagne. Le Mali se classe quatrième du mondial.
Avec les moins de 20 ans, il participe à la Coupe d'Afrique des nations des moins de 20 ans en 2019. Il joue quatre matchs lors de ce tournoi, sans inscrire de but. Le Mali remporte la compétition en battant le Sénégal en finale après une séance de tirs au but. Il dispute ensuite quelques mois plus tard la Coupe du monde des moins de 20 ans qui se déroule en Pologne. Lors de ce mondial, il ne joue qu'un seul match, face au Panama.

## Palmarès
- Vainqueur de la Coupe d'Afrique des nations des moins de 17 ans en 2017 avec l'équipe du Mali des moins de 17 ans
- Vainqueur de la Coupe d'Afrique des nations des moins de 20 ans en 2019 avec l'équipe du Mali des moins de 20 ans